# 里山

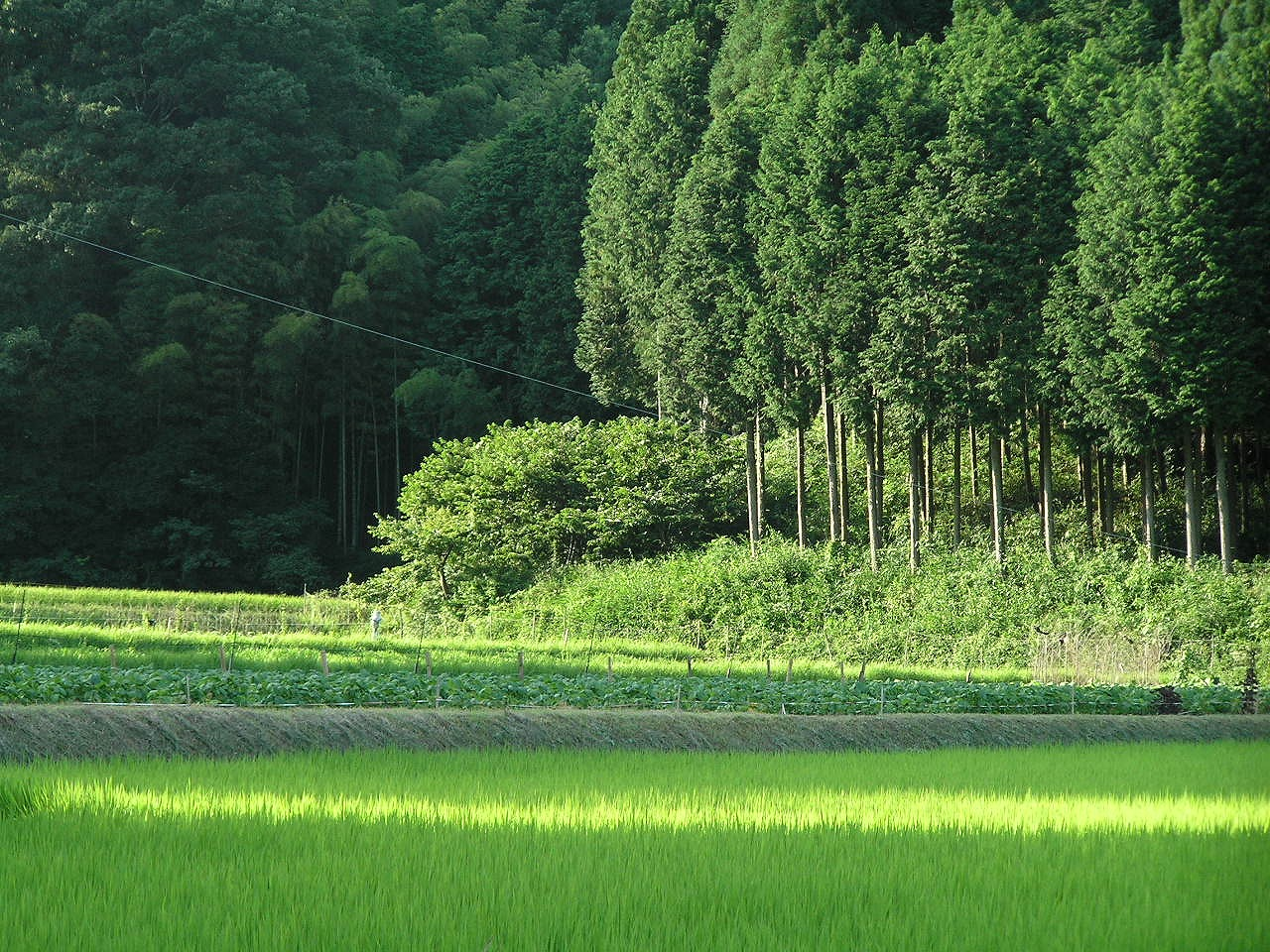
丹波篠山市的稻田和森林里山景色

里山是源自日語的詞彙，是指由住家、聚落、耕地、池塘、溪流與山丘等混和而成的地景。

## 涵意
「里山」在日語中原指定期依序採伐的次生林（如橡樹林、松樹林、竹林等），以及可供覆蓋屋頂、牲畜飼料及堆肥等用途的草地； 是山林與平原間的過度帶，因人為開墾產生的鑲嵌地景（Mosaic）。
2010年《生物多樣性公約》第十屆締約國大會以「里山」指涉位於高山和平原之間包含社區、森林和農業的混合地景或複合式農村生態系統，包含西班牙德埃萨系统、法國的風土系統等；會上通過「里山倡議」。

## 里山地景
在里山地景之內，許多不同種類的生態環境混合在一起，成為眾多野生物種棲地，並有助於防災、集水區保護等目的。
常見的里山地景類別：
- 次生林地：由定期砍伐與其他人為管理的林地組成。
- 稻田：灌水的稻田構成可提供其他生物棲息的溼地
- 池塘、溝渠：可供灌溉的池塘、溝渠，同時也可供水生動植物棲息。
- 牧場、次生草原：次生草原可充作牧場；草原上種植的芒草、矮竹可供作建物、器具的材料。

## 里山倡議
里山倡議（英語：Satoyama Initiative），以世界各地類似日本地區里山地景的複合式農村生態系統為目標，其願景為謀求兼顧生物多樣性維護與資源永續利用之平衡。
2003
日本環境廳與聯合國大學高等研究所聯手發起「里山倡議」，最終於2010年第十屆《生物多樣性公約》締約國大會的第32號決議中獲得採納。 里山倡議為重建「里山地景」，提出三摺法（英語：a three-fold approach），透過結合傳統生態學知識、現代科學、社區傳統等確保多樣生態系服務與管理模式；以及5項關鍵觀點：

### 三褶法
1. 集中智慧確保多樣生態系服務與價值
2. 創新地整合傳統生態學知識與現代科學
3. 在尊重社區傳統下，探索管理系統的新形式與新的公共財架構

### 5項關鍵觀點
1. 在不超過環境承載量的前提下，使用自然資源
2. 資源循環利用
3. 重視當地傳統與文化
4. 鼓勵各個利益相關人合作、參與管理
5. 賦權當地社區，促進永續的社會經濟

### 電影
- 《龍貓》，一部背景設定於埼玉市里山地景的吉卜力作品

## 外部連結
维基共享资源上的相關多媒體資源：里山
- .   [2022-11-02]. （原始内容存档于2022-11-02）.